# Festiwal Muzyki Celtyckiej Zamek
Festiwal Muzyki Celtyckiej Zamek w Będzinie (ang. Celtic Music Festival ZAMEK) odbywa się corocznie od 2003 roku w ostatni weekend wakacji. Organizatorami od początku są będziński Urząd Miasta oraz Zespół Muzyki Celtyckiej Beltaine z Katowic. Jest to jeden z festiwali o tematyce muzyki celtyckiej w Europie Środkowej. Wydarzenie odbywa się na będzińskim wzgórzu zamkowym.
Pomysł festiwalu narodził się podczas jednego z koncertów Zespołu Muzyki Celtyckiej Beltaine, którego uczestnikiem był Rafał Grzybek – ówczesny dyrektor będzińskiego Ośrodka Kultury. Wspólnie z Grzegorzem Chudym, władzami i instytucjami kulturalnymi Będzina (Ośrodek Kultury, Muzeum Zagłębia) wypracowali formułę festiwalu Zamek szerzącego wiedzę na temat kultury celtyckiej.

## Historia

### Początki - 2003
I Festiwal Muzyki Celtyckiej „Zamek” organizowany został przez będziński Urząd Miasta oraz Zespół Muzyki Celtyckiej Beltaine z Katowic. Wydarzenie opierało się na przeglądzie zespołów polskich grających muzykę regionów: Irlandii, Szkocji i Bretanii. Wystąpili m.in. Anam na Éireann (Sandomierz), Banana Boat (Sosnowiec), Stonehenge, JRM Band (Poznań), Rimead (Warszawa), Zespół Muzyki Celtyckiej Beltaine (Katowice), The Reelium oraz dwa zespoły taneczne: Beltaine (Toruń) i Claddagh (Gliwice).

### Edycja II 3 – 4 września 2004
II Festiwal Muzyki Celtyckiej Zamek 2004  przedłużono do 3 dni. Wystąpiły zespoły: Carrantouhill i Open Folk, które zaszczepiły muzykę celtycką na grunt polski; zespół Beltaine
4 września miał premierę swojej debiutanckiej płyty „Rockhill”.
Kolejno wystąpiły następujące zespoły muzyczne:
3 września: Gesh (Trójmiasto), Open Folk (Warszawa);
4 września: Forann (Kraków), Sąsiedzi, (Gliwice), Beltaine (Katowice), Carrantouhill (Żory);
5 września: The Reelium (Trójmiasto), Banana Boat (Sosnowiec), Rimead (Warszawa).
Imprezę poszerzono o imprezy towarzyszące: warsztaty muzyczne, warsztaty tańców irlandzkich i bretońskich, kabaret celtycki, spektakl uliczny, nocne spotkania muzyków na dziedzińcu zamkowym.

### Edycja III 1 – 4 września 2005
III Festiwal Muzyki Celtyckiej Zamek 2005 odbywa się także w innych miastach (Chorzów, Kraków, Tychy, Pyskowice). Wystąpiło kilkanaście zespołów muzycznych oraz 5 formacji tanecznych (łącznie ponad 100 wykonawców). Po raz pierwszy pojawili się goście z zagranicy (zespół MARW z Pragi).
Na podzamczu kolejno wystąpiły zespoły:
piątek - w Teatrze Dzieci Zagłębia (wstęp płatny): Częstochowa Pipes & Drums, zespół tańca irlandzkiego i szkockiego Comhlan z Krakowa, Danar z Poznania, The Reelium, Len oraz na dziedzińcu zamkowym Ula Kapała z Wrocławia;
sobota – Częstochowa Pipes & Drums, Duan, Open Folk, MARW (Czechy), ZMC Beltaine, Bal Kuzest ze Zgorzelca; tańczyły: Comhlan, grupa tańca irlandzkiego Elphin z Gdańska, Zespół Form Tanecznych Salake z Gliwic; na dziedzińcu zamkowym odbył się koncert Forann z Krakowa, bretońskie Fest Noz oraz celtyckie jam session;
niedziela – The Irish Connection (Warszawa), Greenwood z Wolina (zamiast zespołu Dudu Juliana), Sushee (premiera płyty „Irish Groove”), Shannon; pokazy tańca: Comhlan z Krakowa, Beltaine z Torunia i Zespołu Tańca Irlandzkiego Glendalough z Katowic.
Grand Prix publiczności dla najlepszego zespołu muzycznego otrzymało Częstochowa Pipes & Drums, a dla najlepszej grupy tanecznej - Salake.

### Edycja IV 1 – 3 września 2006
Na IV Festiwalu Muzyki Celtyckiej Zamek 2006 wystąpiła ścisła czołówka polskich wykonawców muzyki celtyckiej, m.in. Carrantouhill oraz coraz bardziej zauważany poza granicami kraju Shannon z Olsztyna. Po raz pierwszy odbyła się bretońska zabawa taneczna „Fest Noz” (1 września) oraz warsztaty rzemiosła celtyckiego na dziedzińcu zamkowym. W Ośrodku Kultury odbyły się warsztaty instrumentalne oraz tańców irlandzkich i bretońskich.
Kolejno wystąpiły zespoły:
1 września: trio Manikut, Bal Kuzest ze Zgorzelca; odbył się bretoński Fest Noz oraz celtyckie jam session;
2 września: Częstochowa Pipes & Drums, Dullahan, Duan z Gliwic, Carrantouhill; tańczyła grupa Ellorien.
3 września: Częstochowa Pipes & Drums, Banshee, Danar, Beltaine, Shannon; grupy taneczne: Glendalough, Salake, Setanta (Warszawa), Glendalough, Celtic Senses (Dorota Czajkowska z Bartoszyc i Michał Piotrowski z Tychów - jedyny w Polsce duet tańca irlandzkiego).

### Edycja V 31 sierpnia - 2 września 2007
V Festiwal Muzyki Celtyckiej Zamek 2007 nabiera rozmachu. Formuła festiwalu została znacznie rozszerzona i była jeszcze bardziej atrakcyjna. Impreza przybrała charakter międzynarodowy. Na koncertach furorę zrobili zagraniczni wykonawcy - Hiszpanie z zespołu Dealan z Barcelony oraz czwórka nastoletnich Walijczyków z One String Loose.
31 sierpnia (piątek) (Ośrodek Kultury) – wernisaż wystawy plastycznej grupy Składowisko Sztuki „Z Polski na wyspy zielone”, taniec w wykonaniu zespołu Galway z Będzina, koncert walijskiego zespołu One String Loose, bretońskie fest-noz (Tomek Kowalczyk), nocne celtyckie jam session.
1 września (sobota) – dziedziniec zamku - warsztaty instrumentalne; Ośrodek Kultury w Będzinie - warsztaty tańców szkockich - Scottish Heritage Association (Szkocja) i celtyckie jam session; podzamcze - koncerty zespołów: Pchnąć w tę łódź jeża z Chorzowa, Greenwood (Muzyka Zielonej Wyspy) z Wolina, Beltaine (premiera płyty „KoncenTrad”), Dealan (Hiszpania); pokazy tańca: Zespół Tańca Irlandzkiego Glendalough z Katowic, Slievemore z Zielonej Góry.
2 września (niedziela) – dziedziniec zamku - Warsztaty instrumentalne; Ośrodek Kultury - warsztaty tańców irlandzkich i bretońskich; podzamcze - koncerty: The Reel Jigs (debiut wielkosceniczny), Danar, Banshee, ponownie One String Loose z Walia; pokazy tańca: zespół tańca irlandzkiego i szkockiego Comhlan z Krakowa, Zespół Tańca Irlandzkiego Ellorien z Wrocławia oraz Galway z Będzina.

### Edycja VI 29 – 31 sierpnia 2008
Na VI Festiwalu Muzyki Celtyckiej Zamek 2008 z zagranicy z zaprezentowali się: Kasir z Danii oraz Mabon z Walii (jeden z najbardziej energetycznych koncertów w dotychczasowej historii imprezy). Ponadto wystąpiła czołówka polskiej sceny muzyki celtyckiej: Shannon, Beltaine, Danar, Duan i Dullahan.
Kilkutysięczna publiczność brała udział w koncertach, warsztatach tanecznych i instrumentalnych (Ośrodek Kultury), poznając tradycje i kulturę Szkocji, Bretanii i Irlandii. Warsztaty prowadzili m.in.: Pia Walker - instruktor tańca w International Branch of the Royal Scottish Country Dancing Society (RSCDS) oraz Robert James Robertson McArthur - członek SCOSHA (South Coast Scottish Heritage Association) oraz International Branch of the RSCDS.
Kolejno wystąpiły zespoły:
piątek (dziedziniec Ośrodka Kultury - mała scena): Danar, Galway (taniec); bretońskie fest-noz prowadził Tomek Kowalczyk;
sobota (podzamcze - duża scena): Galway (taniec), Duan, Comhlan (taniec), Beltaine, Glendalough (taniec), Shannon;
niedziela: Dullahan, Glendalough (taniec), Kasir (Dania), Comhlan (taniec), Mabon (Walia).

### Edycja VII 28 – 30 sierpnia 2009
Na VII Festiwalu Muzyki Celtyckiej Zamek 2009 wystąpiły zespoły:
piątek: The Reel Jigs oraz Gwerenn (+ nocne fest-noz);
sobota: Filids z Łodzi, Tim O’Connor Band (W. Brytania), Jochen Vogel (Niemcy), Beltaine (Katowice), Startijenn (Francja); taniec: Glendalough (Katowice), Beltaine (Toruń);
niedziela: St. Patrick’s Day, Greenwood, Danar, One String Loose (Walia); zespoły tańca irlandzkiego: Ellorien z Wrocławia, Eriu z Krakowa i Galway z Będzina.
Imprezy towarzyszące: spektakl w teatru V LO z Katowic „Legendy celtyckie (Teatr Dzieci Zagłębia, sobota), wystawa akwareli i wystawa fotograficzna „Z Polski na Wyspy Zielone”, warsztaty instrumentalne (Jochen Vogel), lutnicze i taneczne (Sophie Rickebusch, Tomasz Kowalczyk, Eriu, Ellorien).

### Edycja VIII 27 – 29 sierpnia 2010
Podczas VIII Festiwal Muzyki Celtyckiej Zamek 2010 wystąpiły zespoły
piątek: Wersja Robocza, 4 Non Brets + Tomek Kowalczyk, Hidden Lake
sobota: Gwerenn, Duan, Hidden Lake, Beltaine, Tunnagan (Austria); taniec: Tuatha De Danaan
niedziela; Strays, Monn Turonn (Austria/Węgry/Włochy), KV Express (Belgia), Shannon; taniec: Keeran, Galway

### Edycja IX 26 – 28 sierpnia 2011
Podczas IX Festiwalu Muzyki Celtyckiej Zamek 2011 wystąpiły zespoły:
piątek: Strays, Shandon Bells
sobota: Esquisse (Francja), Duan, 4 Non Brets, Irish Rose (Słowacja); taniec: Comhlan, Glendalough
niedziela: Parsec (Irlandia), Strays, Beltaine JRM Band; taniec: Eibleann, Galway

### Edycja X 24 – 26 sierpnia 2012
Podczas X Festiwalu Muzyki Celtyckiej Zamek 2012 wystąpiły zespoły
piątek: Malish & Irish, Grygier/Biela Duo
sobota: Balzinga (taniec: Comhlan), Fonn Foireann (taniec: Galway), Beltaine + Giridhar Ghatam Udupa (Indie) (taniec: Comhlan), Shannon
niedziela: Lia Fáil (taniec: Glendalough), Gwerenn (taniec: Galway), Bran (Czechy) (taniec: Glendalough), Flook (Wielka Brytania)
Odbył się również wystawy akwareli „Z Polski na Wyspy Zielone”, fest-noz oraz warsztaty muzyczne i taneczne.

### Edycja XI 23 – 24 sierpnia 2013
XI Festiwal Muzyki Celtyckiej Zamek 2013 z powodu problemów finansowych miał skromniejszą niż dotychczas formę, trwał dwa dni zamiast zwyczajowych trzech. Wystąpiły zespoły:
piątek: Ula Kapała i Flash Creep, Strays, Gwerenn; taniec: Galway, Tuatha De Danaan
sobota: Ceili, Danar, Beltaine, Carrantuohill; taniec: Galway, Glendalough, Treblers
W sobotę odbyły się warsztaty tańców bretońskich oraz irlandzkich, warsztaty akwarelowe oraz muzyczne: fletowe, skrzypcowe i gitarowe.